# Barhani Bazar
Barhani Bazar è una suddivisione dell'India, classificata come nagar panchayat, di 11.824 abitanti, situata nel distretto di Siddharthnagar, nello stato federato dell'Uttar Pradesh. In base al numero di abitanti la città rientra nella classe IV (da 10.000 a 19.999 persone).

## Geografia fisica
La città è situata a 27° 30' 49 N e 82° 47' 10 E.

## Società

### Evoluzione demografica
Al censimento del 2001 la popolazione di Barhani Bazar assommava a 11.824 persone, delle quali 6.248 maschi e 5.576 femmine. I bambini di età inferiore o uguale ai sei anni assommavano a 2.182, dei quali 1.158 maschi e 1.024 femmine. Infine, coloro che erano in grado di saper almeno leggere e scrivere erano 7.043, dei quali 4.248 maschi e 2.795 femmine.